# Werner Kraus (Präparator)

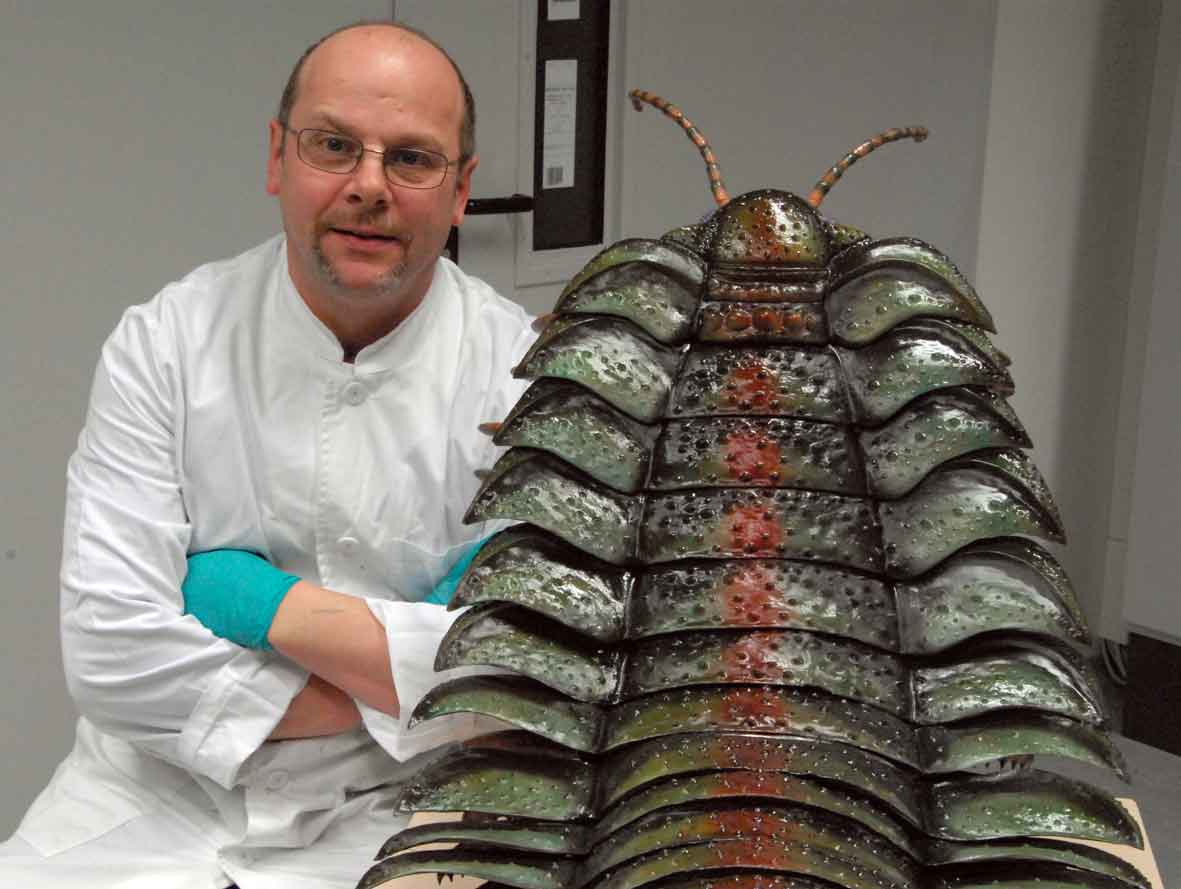
Werner Kraus (2010)

Werner Hubert Kraus (* 25. Juni 1956 in Haunritz, Oberpfalz) ist ein deutscher Präparator, der durch seine lebensgroßen Rekonstruktionen ausgestorbener Rieseninsekten internationale Bekanntheit erlangte.

## Leben
Nach seiner Ausbildung zum geowissenschaftlichen Präparator an der Präparatorenschule in Bochum, wurde Kraus 1984 an der RWTH Aachen angestellt. Seit dieser Zeit forscht er zu paläontologischen Themen wie dem Ammonitentier, Fossilfälschungen, und zu Methoden auf dem Gebiet der Präparationstechnik. Im Jahre 1987 begann er ausgestorbene Lebensformen auf der Grundlage aktueller wissenschaftlicher Erkenntnisse im Maßstab 1:1 zu rekonstruieren. Dabei konzentrierte er sich zunächst auf Rieseninsekten aus dem Paläozoikum, später entstanden auch Reptilien und der Riesenhai Megalodon.

## Ausgestellte Objekte (Auswahl)
- Megalodon: Schlossmuseum Linz[6]

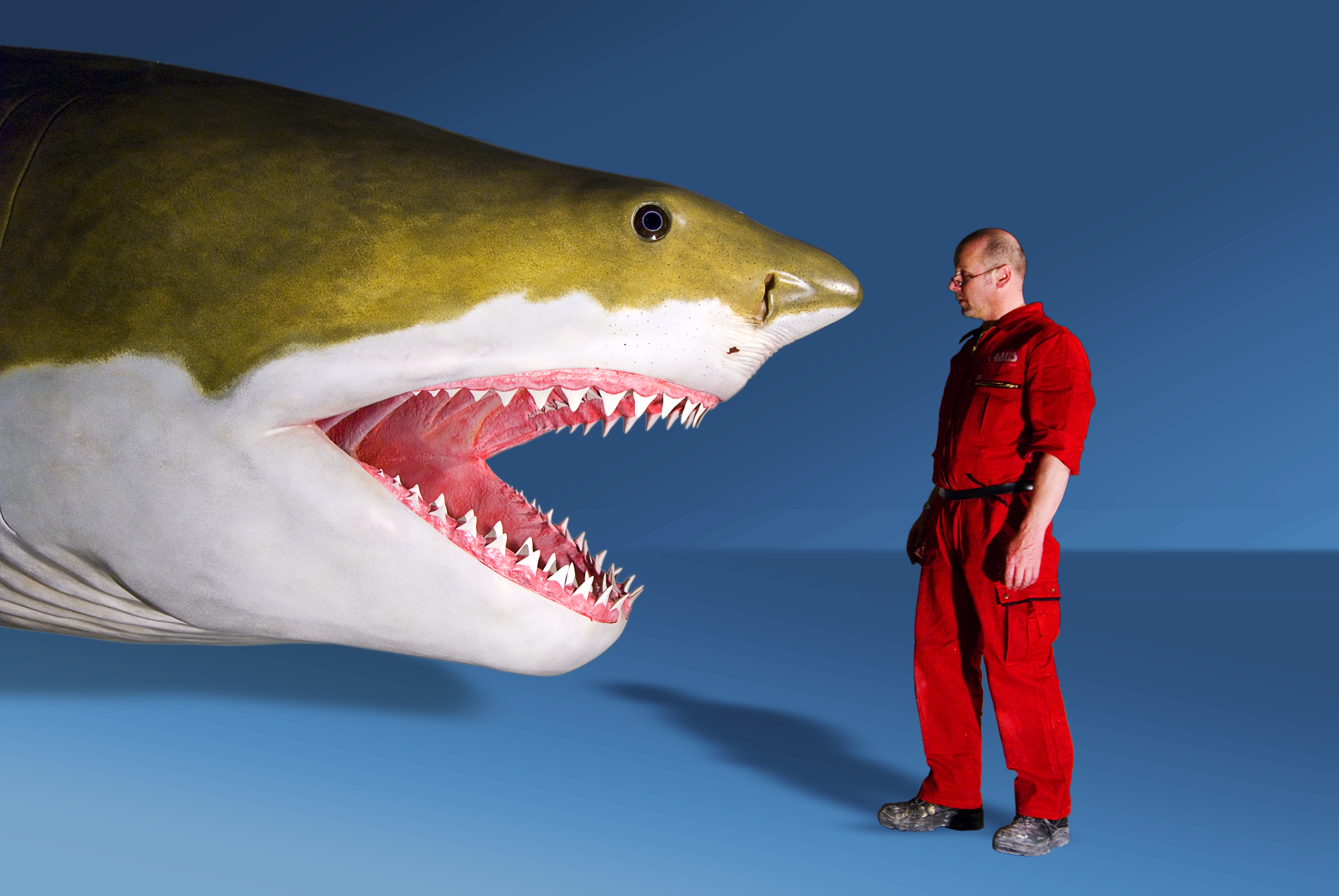
Kraus mit der von ihm geschaffenen Rekonstruktion des Megalodon

- Eifelosaurus triadicus: ein seltenes Reptil aus der Trias, ausgestellt im Eifelmuseum Mayen auf der Genovevaburg[7]
- Namurotypus sippeli: älteste bekannte Angehörige der Protodonata, im Museum für Ur- und Frühgeschichte Wasserschloss Werdringen[8]
- Scepasma mediomatricorum: größter bekannter Urnetzflügler aus dem Oberkarbon, ausgestellt im Geo Museum Clausthal der Technischen Universität Clausthal
- Meganeuropsis permiana: größte bekannte Libelle, aus dem Perm, ausgestellt an der Technischen Universität Clausthal[9]

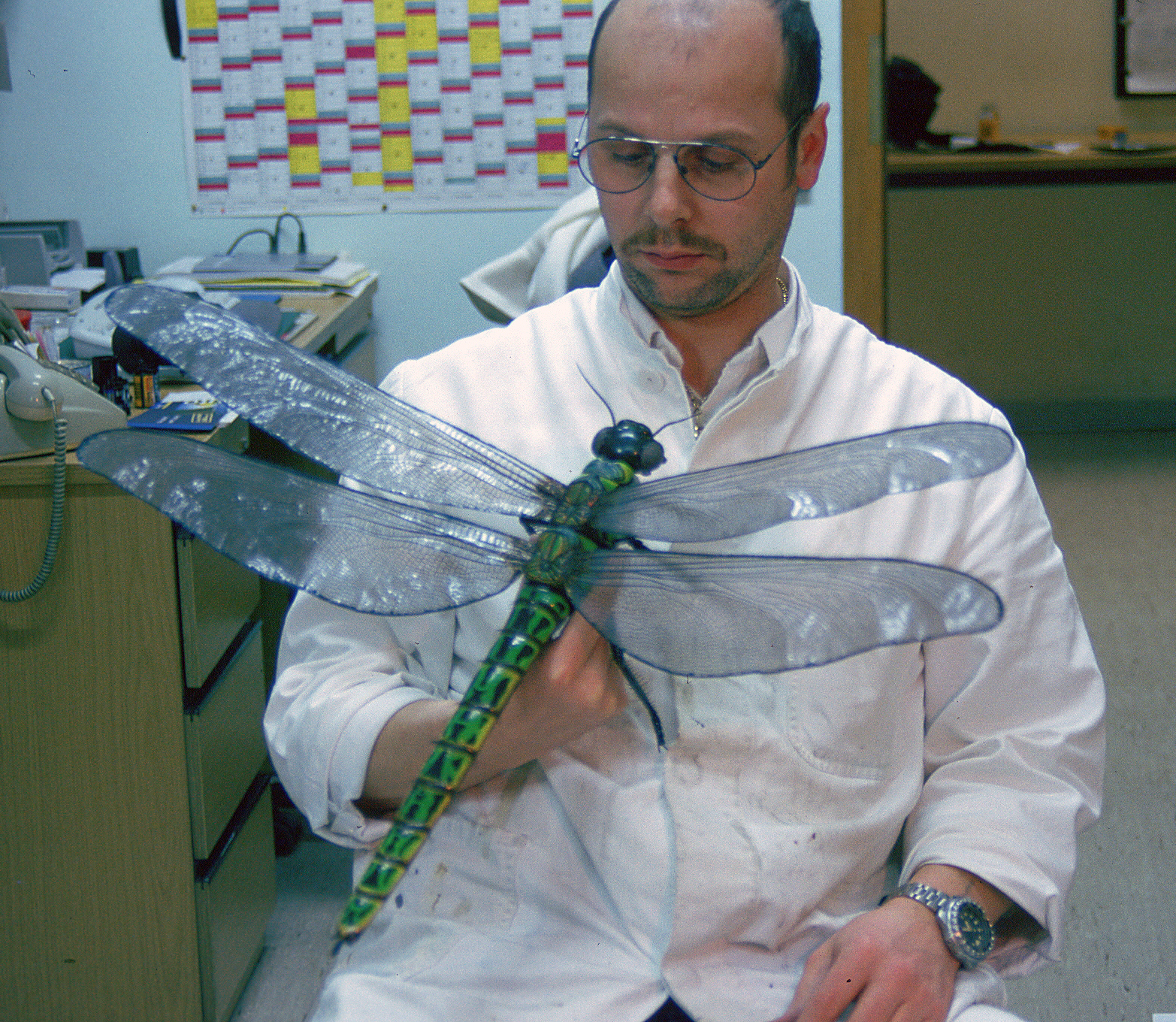
Urlibelle Meganeuropsis

- Arthropleura armata: mit 2 Metern Länge größter bekannter landlebender Arthropode, im Naturmuseum Augsburg[10]

## Ehrungen
- 1999 Karl-Heinrich-Heitfeld-Preis der RWTH Aachen[11]
- 2002 René-Lanooy-Förderpreis für Präparationstechnik
- 2010 René-Lanooy-Förderpreis-Medaille in Anerkennung seiner hervorragenden Leistungen auf dem Gebiet der Präparationstechnik[12]